# ユアタイム
『ユアタイム』は、フジテレビ系列（テレビ大分・テレビ宮崎両局を除く）で2016年（平成28年）4月4日から2017年（平成29年）9月29日まで毎週月曜日から金曜日の深夜に生放送されていた報道・情報番組である。メインパートナー（MC）はモデルでタレントの市川紗椰。テーマソングは当番組のために書き下ろされた桑田佳祐の「百万本の赤い薔薇」。
2016年9月30日までの番組タイトルは『ユアタイム〜あなたの時間〜』（ユアタイム あなたのじかん）で、同年10月3日から改題された。

## 概要
わずか1年をもって終了となった『LIVE2016 あしたのニュース&すぽると!』に代わる番組としてスタートした。メインパートナーの市川紗椰やコメンテーターが、「そもそもなんで?」「だからなんなの?」「ホントはどうなの?」という3つの疑問にこだわりながら、「そうだったのか!という“気づき”」を得るべく硬軟自在にニュースや情報を伝える。
番組タイトルは、「視聴者にとって特別なひと時を提供する」というコンセプトに由来する。政治、経済、事件、事故、スポーツに関する報道の基本を押さえながら、芸能、最新ファッション、新時代のライフスタイルなど、朝や昼の情報番組ワイドショーが取り上げるようなトピックも随時紹介する。
なお、平日夜のスポットニュースでは本番組の予告を放送していた。2016年9月30日までは平日夜のスポットニュース『こんやのニュース』のキャスターをニュースパートナーの野島卓（フジテレビアナウンサー）が、同年10月3日以降は同枠の後番組である『ユアタイム クイック』（以下「クイック」）のキャスターをマルチパートナーの竹内友佳（フジテレビアナウンサー）が兼務していた。
2017年9月29日をもって本番組は終了した（「クイック」は10月1日）。同年10月2日から、平日深夜最終版の報道番組としての後番組として『THE NEWSα』（月 - 木曜日23:40 - 翌0:25・土曜日0:10 - 0:55〈金曜日深夜〉）を開始し、月 - 木曜日に椿原慶子、土曜日（金曜日深夜）に松村未央（いずれもフジテレビアナウンサー）をそれぞれメインキャスターに起用する。なお、本番組に出演していた中村光宏（フジテレビアナウンサー）・萱野稔人は、引き続き同番組に出演する。
福井テレビは『協力：中日新聞』と表示していた。

## 放送時間
- 月曜 - 木曜 23:30 - 翌0:25
- 金曜 23:58 - 翌0:55
  - 特別編成による直前番組の放送枠拡大や、当日の夜間に編成されているスポーツ中継の延長などによって、放送開始時間を遅らせることがあった。ただし、『あしたのニュース』同様、月 - 木曜に限り直前番組が予め30分ずれることが確定している時は、当番組は30分ずらさず、29分ずらして23:59（正式には23:59:30）から始まることがあった[注 2]。
  - 2016年12月26日（開始時刻は通常通り）・27日（25分繰り下げ）・2017年1月5日未明（45分繰り下げ）はいずれも25分の短縮版を放送[注 3]。12月26日・27日の放送は野島・竹内・田中のみ出演した。この間は本番組は休止となるが、代替として、2016年12月29日・30日の両日未明には『FNNニュース&スポーツ』（25分）、同年12月31日未明・2017年1月2日（未明・深夜に2回放送）・4日・5日の両日未明には『FNNニュース』（10分）が放送された。

## 出演者
番組開始の発表段階やサイトによって呼称は様々だが、本項では番組で実際に使用されている肩書とする。
メインパートナー
- 市川紗椰（モデル・タレント・女優）

ニュースパートナー
- 野島卓（フジテレビアナウンサー）[注 4]
  - 2016年9月30日まで同日の『こんやのニュース・あしたの天気』を兼務。

ニュースコンシェルジュ（コメンテーター）
- モーリー・ロバートソン（ジャーナリスト。月・木・金曜日担当）
  - 2017年3月までは月・火・木・金曜日のうち3回担当。
- 岡本行夫（元外交官・内閣総理大臣補佐官・内閣官房参与、2016年4月20日 - 2017年9月27日 水曜日担当）
- 萱野稔人（津田塾大学教授、2017年4月4日 - 9月26日 火曜日担当）
  - 『THE NEWSα』も続投。
- 風間晋（フジテレビ報道局・解説委員。モーリー・岡本・萱野の不在時に担当）[注 5]
- プチ鹿島（芸人・コラムニスト、2017年4月 - 金曜日担当）
  - 重大ニュース時には複数のニュースコンシェルジュが出演する場合もあった。

スポーツパートナー
- 中村光宏（フジテレビアナウンサー、2017年4月3日 - ）
  - 『スポーツLIFE HERO'S』土曜日版と担当者を交換。
- 石井一久（野球解説者、木曜日に不定期出演）[注 6]
  - 『スポーツLIFE HERO'S』（当番組と同時に放送を開始した週末深夜のスポーツ情報番組）日曜版を兼務。石井はレギュラーコメンテーターとして随時出演。

マルチパートナー
- 竹内友佳（フジテレビアナウンサー、2016年10月3日 - ）[注 7]
  - 同日の「ユアタイムクイック」を兼務。

### 代役
| 「ユアタイム」代理キャスター一覧 | 「ユアタイム」代理キャスター一覧 |
| 休業者                           | 代役 |
| -------------------------------- | --- |
| 市川紗椰                         | 竹内の出演開始前は市川が休業するとスタジオが全員男性になるため、女性のゲストコメンテーターを招いた。 - 経沢香保子（2016年9月19日） - 夏休み - 崔真淑 （2016年9月20日） - 夏休み - 福島香織（2016年9月21日） - 夏休み - 谷本有香（2016年9月22日） - 夏休み - 尾崎マリサ（2016年9月23日） - 夏休み |
| 野島卓                           | - 佐々木恭子（2016年9月12日 - 9月16日） - 夏休み - 代役なし（2016年11月8日 - 11月14日） - 体調不良 |
| 田中大貴                         | - 松村未央（2016年7月18日 - 22日） - 夏休み - 松村未央（7月27日 - 8月5日・22日 - 25日） -オリンピック取材 |
| 竹内友佳                         | - 海老原優香（2017年7月10日 - 12日） - 安宅晃樹（2017年7月13日・14日） |
| 中村光宏                         | - 鈴木唯（2017年6月26日） - 海老原優香（2017年6月27日・28日） - 久慈暁子（2017年6月29日・30日） - 小澤陽子（2017年9月18日 - 22日） |

### 主要出演者の変遷
| 期間 | 期間      | メイン   | ニュース | スポーツ     | マルチ    |
| --- | --------- | -------- | -------- | ------------ | --------- |
| 2016.4.4 | 2016.9.30 | 市川紗椰 | 野島卓1  | 田中大貴2    | （不在）  |
| 2016.10.3 | 2017.3.31 | 市川紗椰 | 野島卓1  | 田中大貴2    | 竹内友佳1 |
| 2017.4.3 | 2017.9.29 | 市川紗椰 | 野島卓1  | 中村光宏2・3 | 竹内友佳1 |
| - 1同日の『こんやのニュース』→『ユアタイム クイック』を兼務（野島は2016年9月30日まで）。 - 2『スポーツLIFE HERO'S』にも随時出演。 - 3『THE NEWSα』も続投。 |           |          |          |              |           |

### 出演者の選考にあたって
当初はショーン・マクアードル川上（ショーンK）が、市川のパートナーとして、週に3日程度MCを務める予定だった。しかし、ショーンが一時公表していた自身の経歴に事実と異なる内容が含まれていることを指摘する記事が、『週刊文春』2016年3月24日号に掲載された。これを受けて、ショーンが（当番組を含めた）テレビ・ラジオ番組への出演を当分自粛する意向を示したため、フジテレビでは当該号の発売日（同月16日）にショーンの出演を取り止めることも発表した。さらに、市川を単独MCとして、当初予定していた番組の構成を一部変更。メインコメンテーターにモーリーを起用したり、各コーナーのキャスターがパートナーとしての役割をコーナー単位で分担したりすることで、番組のスタートに備えた。
ちなみに、市川が放送開始後の2016年5月に語ったところによれば、「（他番組のコメンテーターを務めていた時期の）ショーンは、視聴者が聞きたいことを『（スタジオでのトークを広げる）前提』としてコメントに出していた。自分は本来そのようなタイプではないが、ショーンと顔を合わせる前に、番組スタッフからの連絡を受けてインターネット経由でショーンの出演取り止めを知った。このため、（当初は想定していなかった）『前提』を言うことが、（MCとしての）自分の課題に加わった」という。

## 放送内容
一部のニュース取材VTRは、『みんなのニュース』のVTRを二次使用していた（ナレーションとテロップは差し替えていた）。この方式は、前番組の『あしたのニュース』と全く同じである。
2016年9月30日以前は各コーナーにコーナー名がありオープニング映像が流されていたが、同年10月3日以降は一部を除きコーナー名が廃止され、テンポアップが図られていた。

### 2016年10月3日以降
以下のコーナー名は便宜的なものである。タイムテーブルは流動的であるが、概ね以下の順序で進行していた。
オープニング
市川・野島・ニュースコンシェルジュによる挨拶。中村・竹内やゲストコメンテーターが参加する場合もあった。
トップニュース
23時台前半。野島がサマリーを読み上げた後、スタジオ背後の黒板に表示されたニュース項目のうち「Check」が付いた1 - 3項目を連続してVTR形式で伝え、その後、市川の質問にニュースコンシェルジュが答える形でコメントする。
特集
23時台後半。VTRの前後に野島か竹内がプレゼンを担当。その後、市川とニュースコンシェルジュがトークを繰り広げる。木曜日はゲストコメンテーターを招く。
フラッシュニュース
23時台後半（2017年3月までは翌0時台後半）。「ユアタイムフラッシュ」、「ユアタイムExpress」の流れを汲むコーナー。報道・スポーツ・エンタメの全ジャンルをランダムに伝える（スポーツは2017年3月まで）。ニュースは竹内、スポーツは中村、エンタメはナレーターが担当。
ユアタイムスポーツ
翌0時台前半。「スポーツの魅力をダイナミックに伝える」と銘打って、中村が担当。その他の項目はVTR形式で中村とナレーターが交互に伝える。特集VTRが流れる場合や、市川・石井がトークに参加する場合もあった。番組開始当初、オープニング映像では市川とともに肩を露出した田中の写真が表示され、視聴者の物議を醸した。市川とのクロストークを交えてのストレートニュースを中心に構成する関係で、従来のフジテレビのスポーツニュースから一転して、解説者をスタジオへ常駐させずに放送した。ただし、同局が日本国内の放送権を有するスポーツ（バレーボールなど）を数日にわたって取り上げる場合に、解説者や中継・関連番組の出演者が連日スタジオに登場することがあった。月曜日は「MONDAY FOOTBALL」（海外のプロサッカー関連のニュース・速報コーナー）を内包。2016年のリオデジャネイロオリンピック関連のトピックスについては、『すぽると』最終キャスター陣の1人で、『スポーツLIFE HERO'S』土曜版キャスターの宮澤智（フジテレビアナウンサー）が「フジテレビ リオ五輪中継キャスター」という肩書で取材・リポートを担当した。
相撲マニア紗椰の市川部屋
大相撲本場所期間中の「ユアタイムスポーツ」→「スポーツニュース」で放送。日本相撲協会の選定による「今日の一番」（放送当日の幕内注目の取組）と、「大相撲観戦歴10年」という市川が選んだ好取組「サヤの一番」を紹介していた。「サヤの一番」については、「今日の一番」の映像をそのまま使用したり、十両の取組から独自に選んだりすることもあった。
プロ野球1/100
2012年に前番組『すぽると!』でスタートしたプロ野球選手のランキング企画。プロ野球選手100人を無作為に抽出した選手間投票の形式で、番組独自に打者・投手・野手のランキングを決定する。2016年度は土・日の『スポーツLIFE HERO'S』との合同企画として、12月4日深夜から9日および11日（未明・深夜の2回）の7日間・計8回放送された。
真夜中のお立ち台
2017年5月ごろから実施。週末の「スポーツLIFE HERO'S」との合同企画で、その日のスポーツイベントで最も輝いた選手を取り上げる。
プチ鹿島のプチタイム
金曜日に放送。プチ鹿島が新聞各紙の記事を紹介しニュースの背景等を解説していた。
エンディング・天気予報
出演者全員による挨拶。ネット局によってはローカルニュースに差し替え。野島が新着のニュースを伝える場合や、時間に余裕がある日はトークを繰り広げる場合もあった。エンディングではテーマ曲である『百万本の赤い薔薇に』乗せて当日の放送で取り上げたニュースのハイライトに歌詞の字幕を表示させていた。2017年4月3日からは、天気予報も『百万本の赤い薔薇』に乗せて行うようになった（2017年3月までは竹内が担当）。

### 2016年9月30日以前
ユアタイム1day（ワンデイ） → ユアタイムフォーカス
オープニングトークに続いて放送するニュースコーナーで、野島が進行。当日の主なトピックスを、時系列に沿って伝える。番組開始当初は、伝えるトピックを「ニュース」「海外」「スポーツ」「エンタメ」「ライフ」「その他」に分類。以降は、画面の左側にヘッドラインを出しながら、分類にこだわらず6 - 7項目程度のトピックスを伝えている。事件・事故発生や記者会見などの時刻を、トピックのVTRごとに字幕とアナログ時計のイラストで表示することが特徴。当日のメインニュースや、「現在進行形」（放送中に進行中）の重要なニュースについては、野島自身がスタジオから伝える。夏以降はトップニュースだけを長時間伝える形にリニューアルして改題した。
ユアタイムフラッシュ → ユアタイムExpress
報道系のストレートニュースで野島が担当。夏以降は遅く帰宅した視聴者をターゲットとして「ユアタイムBreak」の後に移動のうえ改題した。
ユアタイムプレス → ユアタイムBreak
芸能・スポーツ分野のトピックを中心に扱う特集コーナー。夏以降は「ユアタイムスポーツ」の後に移動し、犬のキャラクターを前面に出したフラッシュニュース形式に変更のうえ改題した。
SAYAのニュースなSASAYAKI
「ユアタイム1day」に続いて放送。同コーナーで伝えたトピックスから、1項目について市川がコメントを述べる。
モーリーの言いたいことモリだくさん / 岡本さんコラ!む / 風間晋のニュースの芯
「ユアタイム1day」 → 「ユアタイムフォーカス」に続いて放送。コーナーの内容を踏まえてニュースコンシェルジュが自身の見解を述べたり、背景を解説したりしていた。
日本があまり伝えない世界のニュース
日本の他の番組・メディアではあまり伝えない他国のニュースや、海外情勢をめぐる視点を、ニュースコンシェルジュのコメントを交えながら取り上げていた。
市川紗椰を野球場に連れていこう ISHIIタイム
「ユアタイムスポーツ」の木曜日へ石井が出演する場合に放送。プロ野球に詳しくない市川のような女性でも、野球場へ足を運びたくなるような野球関連のエピソードや、一流選手の魅力を石井流に紹介していた。
紗椰's ウェザー
市川が担当。現在の天気予報と同様、ネット局によってはローカルニュースに差し替えることがあった。オープニング映像は翌日の天気によって変わっていた。
ユア・ハッピー・タイム → SAYA Chat
非常時・緊急時を除いてエンディングで放送。視聴者が「FNNビデオPost」（FNN公式サイト内の動画・画像投稿ページ）を通じて投稿したペットの動画の一部を、投稿者のハンドルネームと共に紹介していた。当コーナーのみ、放送済みの映像を、放送終了後から「FNNビデオPost」内の同名ページで動画として配信した。夏以降は市川が気になったトピックについてニュースコンシェルジュとトークをするコーナーに変更。

## テーマソング
放送開始から2016年4月29日までは、オープニングとエンディングに、日替わりで洋楽を放送。
その一方で、「1日の終わりに視聴者の方々にとって最も特別なひと時をお届けするためには、それにふさわしい音楽も必要」という理由から、「番組のイメージに最もふさわしいアーティスト」と見込んだ桑田佳祐にテーマソングの制作を依頼。その依頼に応じて桑田が書き下ろした「百万本の赤い薔薇」を、2016年5月2日放送分からテーマソングに使用している。実際には、当日の放送で取り上げたニュースのハイライトや桑田の歌唱シーンなどの映像に歌詞の字幕を表示させる方法で、エンディングにワンコーラスを放送。歌詞の一節には、市川の名前（紗椰）も盛り込まれている。

## 主な出来事

### 2016年
- 4月14日：木曜劇場『早子先生、結婚するって本当ですか?』第1話を23:15まで放送する特別編成との兼ね合いで15分繰り下げての放送予定だったが、21:26頃に熊本地震（前震）[注 11]が発生したため、当該時間帯に放送していた『とんねるずのみなさんのおかげでした』を21:34で中断。翌朝の『めざましテレビ アクア』まで、放送を予定していた全番組を休止したうえで『FNN報道特別番組』（21:34 - 翌5:00・翌5:00 - 5:25）を続けた。なお、『FNN報道特別番組』の開始当初は、野島が単独でメインキャスターを担当した。
- 5月・6月：リオデジャネイロオリンピックバレーボール最終予選に伴う時間枠拡大や時間繰り下げがたびたび相次いだ。
- 8月8日 - 8月12日、8月15日 - 8月18日：番組内にリオデジャネイロオリンピックデイリーハイライトを挿入する特別編成のため番組を10分拡大した[注 12]。
- 8月19日 ： リオデジャネイロオリンピック中継のため4月14日以来の番組休止となった[注 13]。
- 9月5日 - 9月20日：番組内にリオデジャネイロパラリンピックのデイリーハイライトを挿入する特別編成のため番組を10分拡大[注 14]。
- 9月28日：北海道日本ハムファイターズの2016年パ･リーグ優勝が決まりユアタイムスポーツを先に放送する特別構成を行なった。なお、スポーツ担当の田中は日本ハムファイターズの祝勝会会場の特設スタジオからの登場だった。
- 9月29日：横浜DeNAベイスターズの三浦大輔選手の現役引退に伴うセレモニー取材などが押したためスポーツ担当の田中は番組冒頭に登場していなかった。
- 9月30日：ニューススタジオ（フジテレビV9スタジオ）リニューアル工事のためフジテレビの報道センターより放送。
- 11月9日：アメリカ大統領選開票関連報道のため、10:25 - 11:55に、当番組と夕方の報道番組『みんなのニュース』をベースとした特番『FNN報道特別番組 速報!アメリカ大統領選〜トランプ劇場最終章〜』を放送。市川が『みんなのニュース』の椿原慶子と共にアメリカから中継出演した。
- 12月24日（土曜日）：年内の市川の登場はこれが最後だった。（この日は「全日本フィギュアスケート選手権｣の中継があったため、30分繰り下げとなり、土曜日になってからの放送となった）
- 12月26日：番組初の短縮版として放送。エンディングは割愛されて放送された。
- 12月27日：短縮版2回目。ただし、直前番組の関係で翌28日未明に放送、年内最後の放送だった。エンディングテーマ曲は割愛。
- 12月28日 - 12月30日：年末特番編成のため休止。代替として12月28日･29日はそれぞれ翌日未明に「FNNニュース&スポーツ」を編成[注 15]。12月30日は翌31日未明に「FNNニュース」を編成された[注 16]。

### 2017年
- 1月2日 - 1月4日：年始特番編成のため休止。代替として2日23:30 - 23:40と4日未明に「FNNニュース」をそれぞれ編成された。
- 1月5日：未明に短縮版で放送再開（この日は深夜に通常版も放送したため、1日に2回放送）。エンディングテーマ曲は割愛された。
- 1月21日：当番組の20日放送分の後続番組『フジバラナイト FRI』枠（0:55 - 4:30、20日深夜）内の1:40 - 3:00にドナルド・トランプのアメリカ合衆国大統領就任式の中継を「ユアタイムSPトランプ大統領就任式特番」として放送（ローカルセールス枠のため、一部地域では非ネットであるが、通常時当番組を非ネットのテレビ大分・テレビ宮崎でも放送された）。
- 3月1日・3月3日・3月6日・3月8日：アルガルヴェ・カップ中継のため休止。代替としてハーフタイム中に報道フロアから2分間ニュースを伝えた。
- 7月29日：放送中に北朝鮮のミサイル発射関連のニュースが入ったため、スポーツニュースや天気予報などを休止して放送した。

## ネット局
| 放送対象地域   | 放送局                      | 系列           | 放送日時       | 放送日時       |
| 放送対象地域   | 放送局                      | 系列           | 月 - 木曜      | 金曜           |
| -------------- | --------------------------- | -------------- | -------------- | -------------- |
| 関東広域圏     | フジテレビ（CX） 【制作局】 | フジテレビ系列 | 23:30 - 翌0:25 | 23:58 - 翌0:55 |
| 北海道         | 北海道文化放送（uhb）       | フジテレビ系列 | 23:30 - 翌0:25 | 23:58 - 翌0:55 |
| 岩手県         | 岩手めんこいテレビ（mit）   | フジテレビ系列 | 23:30 - 翌0:25 | 23:58 - 翌0:55 |
| 宮城県         | 仙台放送（OX）              | フジテレビ系列 | 23:30 - 翌0:25 | 23:58 - 翌0:55 |
| 秋田県         | 秋田テレビ（AKT）           | フジテレビ系列 | 23:30 - 翌0:25 | 23:58 - 翌0:55 |
| 山形県         | さくらんぼテレビ（SAY）     | フジテレビ系列 | 23:30 - 翌0:25 | 23:58 - 翌0:55 |
| 福島県         | 福島テレビ（FTV）           | フジテレビ系列 | 23:30 - 翌0:25 | 23:58 - 翌0:55 |
| 長野県         | 長野放送（NBS）             | フジテレビ系列 | 23:30 - 翌0:25 | 23:58 - 翌0:55 |
| 新潟県         | NST新潟総合テレビ（NST）    | フジテレビ系列 | 23:30 - 翌0:25 | 23:58 - 翌0:55 |
| 静岡県         | テレビ静岡（SUT）           | フジテレビ系列 | 23:30 - 翌0:25 | 23:58 - 翌0:55 |
| 富山県         | 富山テレビ（BBT）           | フジテレビ系列 | 23:30 - 翌0:25 | 23:58 - 翌0:55 |
| 石川県         | 石川テレビ（ITC）           | フジテレビ系列 | 23:30 - 翌0:25 | 23:58 - 翌0:55 |
| 福井県         | 福井テレビ（FTB）           | フジテレビ系列 | 23:30 - 翌0:25 | 23:58 - 翌0:55 |
| 中京広域圏     | 東海テレビ（THK）           | フジテレビ系列 | 23:30 - 翌0:25 | 23:58 - 翌0:55 |
| 近畿広域圏     | 関西テレビ（KTV）           | フジテレビ系列 | 23:30 - 翌0:25 | 23:58 - 翌0:55 |
| 島根県・鳥取県 | 山陰中央テレビ（TSK）       | フジテレビ系列 | 23:30 - 翌0:25 | 23:58 - 翌0:55 |
| 岡山県・香川県 | 岡山放送（OHK）             | フジテレビ系列 | 23:30 - 翌0:25 | 23:58 - 翌0:55 |
| 広島県         | テレビ新広島（tss）         | フジテレビ系列 | 23:30 - 翌0:25 | 23:58 - 翌0:55 |
| 愛媛県         | テレビ愛媛（EBC）           | フジテレビ系列 | 23:30 - 翌0:25 | 23:58 - 翌0:55 |
| 高知県         | 高知さんさんテレビ（KSS）   | フジテレビ系列 | 23:30 - 翌0:25 | 23:58 - 翌0:55 |
| 福岡県         | テレビ西日本（TNC）         | フジテレビ系列 | 23:30 - 翌0:25 | 23:58 - 翌0:55 |
| 佐賀県         | サガテレビ（sts）           | フジテレビ系列 | 23:30 - 翌0:25 | 23:58 - 翌0:55 |
| 長崎県         | テレビ長崎（KTN）           | フジテレビ系列 | 23:30 - 翌0:25 | 23:58 - 翌0:55 |
| 熊本県         | テレビ熊本（TKU）           | フジテレビ系列 | 23:30 - 翌0:25 | 23:58 - 翌0:55 |
| 鹿児島県       | 鹿児島テレビ（KTS）         | フジテレビ系列 | 23:30 - 翌0:25 | 23:58 - 翌0:55 |
| 沖縄県         | 沖縄テレビ（OTV）           | フジテレビ系列 | 23:30 - 翌0:25 | 23:58 - 翌0:55 |